# VIII SS Cavaleriekorps
Het VIII SS-Cavaleriekorps (Duits: VIII. SS-Kavallerie-Korps) was een gepland Duits legerkorps van de Waffen-SS tijdens de Tweede Wereldoorlog.  Het was de bedoeling dat het korps op 1 maart 1945 zou worden opgericht en het zou bestaan uit de 8e SS-Cavalerie divisie "Florian Geyer" en de 22e SS-Cavalerie divisie "Maria Theresia". Na de vernietiging van beide divisies in de Slag om Boedapest werd de oprichting van het korps opgegeven.  

## Stafchef van het VIII SS-Cavaleriekorps
| Rang                                             | Naam           | Begin | Eind |
| ------------------------------------------------ | -------------- | ----- | ---- |
| SS-Brigadeführer en Generalmajor in de Waffen-SS | Berthold Maack |       |      |